# Crypsitricha oeceotypa
Crypsitricha oeceotypa är en fjärilsart som beskrevs av Diakonoff 1955. Crypsitricha oeceotypa ingår i släktet Crypsitricha och familjen äkta malar. Inga underarter finns listade i Catalogue of Life.